# Прапор Альверінгема
Прапор Альверінгема був офіційно прийнятий муніципальною радою 19 червня 1980 року як муніципальний прапор комуни Альверінгем у Західній Фламандії. 10 грудня 1980 року він був підтверджений королівським указом і остаточно опублікований 3 лютого 1981 року в офіційному бельгійському державному віснику.

Офіційно прапор описується так: 
Розділений  навпіл: 1. синій з трьома перевернутими жовтими ялиновими шишками 2. жовтий з чорним левом, червоним язиком, із зеленим діагональним хрестом поверх усього.
Прапор повністю заснований на гербі комуни і тому виглядає абсолютно ідентично. Перевернуті жовті ялинові шишки, також зображені на прапорі та гербі Поперінге, нагадують місцеве традиційне виробництво перевернутих жовтих ялинових шишок, а лев є офіційним левом Фландрії. 

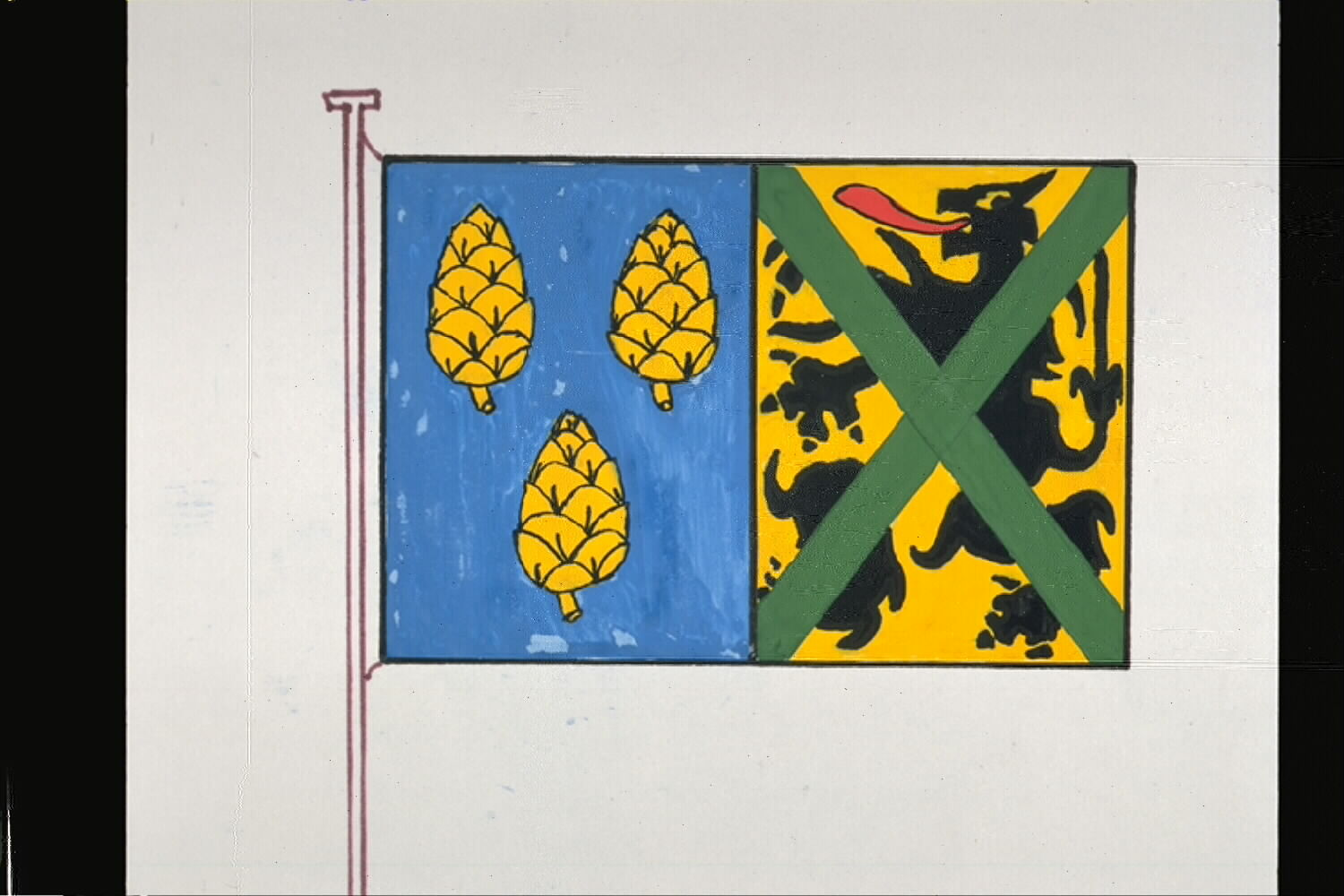
Офіційний малюнок прапора
Герб Поперінге
Герб Фландрії